# Lissonota cephalotes
Lissonota cephalotes är en stekelart som beskrevs av Henry Keith Townes, Jr. 1978. Lissonota cephalotes ingår i släktet Lissonota och familjen brokparasitsteklar. Utöver nominatformen finns också underarten L. c. rufibasis.